# Siau
Il regno di Siau (in lingua aceh: Kerajaan Siau) fu uno stato principesco esistito nell'attuale Indonesia dal 1510 sino al 1956.
Lo stato copriva l'area dell'attuale Sulawesi Settentrionale, in Indonesia. 

## Storia
Lokongbanua II fondò per il regno di Siau nel 1510 col consenso del popolo Kulano, reggendo poi il trono sino al 1545. La particolarità di questo regno è che era uno dei pochi cristiani dell'Indonesia. Il cristianesimo era penetrato nell'area tra il 1511 ed il 1522. Secondo lo storico Pitres Sombowadile, la prima messa cattolica nel regno venne celebrata nella Pasqua del 1516 grazie ai sacerdoti della missione portoghese di Malacca. La cerimonia si svolse al cospetto del sovrano Lokongbanua II.
Alla sua morte, nel 1545, Lokongbanua venne succeduto al trono dal figlio Posuma, il quale si convertì al cattolicesimo con una grande cerimonia pubblica alla presenza di 1500 persone con l'acqua del fiume Manado.
Alla morte di Posuma il trono venne assunto da suo figlio Geronimo Winsulangi e poi da Franciscus Xavirius Batahi, i quali guidarono l'espansione del regno di Siau anche alle isole meridionali di Kabaruan (isole Talaud), Tagulandang, alle isole della baia di Manado ed a quelle della penisola costiera del Sulawesi settentrionale (ora Minahasa Utara). Alla morte di re Batahi venne incoronato sovrano Raramenusa, il quale fu il primo re di Siau ad abbracciare il protestantesimo.
Nella letteratura straniera, il regno di Siau viene citato nell'opera di Daniël Brilman, De zending op de Sangi- en Talaud-eilanden. Antonio Pigafetta ne parla nel suo Primer viaje en torno del Mondo, mentre diversi dati storici provengono dall'analisi dell'opera The Suma Oriental of Tomé Pires (Volume I) e il Libro di Francisco Rodriques di Armando Cortesão.

## Sovrani di Siau
- Lokongbanua II (1510-1545)
- Posuma (1545-?)
- Geronimo Winsulangi
- Franciscus Xavirius Batahi
- Raramenusa